# 段祺瑞臨時內閣
段祺瑞臨時內閣是趙秉鈞內閣倒台之後以段祺瑞為代理國務總理成立的一個臨時內閣。成立於民國二年（1913年）7月19日，於同年同月31日即垮台，由熊希齡內閣取代。
由於此內閣為臨時內閣，所以內務、財政、教育、工商四部都由次長代理總長職務，尚未提出正式閣員。

## 內閣成員
| 職位         | 姓名   | 備注 |
| ------------ | ------ | ---- |
| 代理國務總理 | 段祺瑞 | 兼任 |
| 外交總長     | 陸徵祥 |      |
| 內務代長     | 王治馨 |      |
| 財政代長     | 梁士詒 |      |
| 陸軍總長     | 段祺瑞 |      |
| 海軍總長     | 劉冠雄 |      |
| 教育代長     | 董鴻袆 |      |
| 司法總長     | 許世英 |      |
| 農林總長     | 陳振先 |      |
| 工商代長     | 向瑞琨 |      |
| 交通總長     | 朱啟鈐 |      |